# Midsommardans (målning)
Midsommardans är en oljemålning av den svenske konstnären Anders Zorn. Den finns i tre versioner, den mest kända är från 1897 och är utställd på Nationalmuseum i Stockholm. En annan version, som Zorn målade ungefär samtidigt, ingår i Pusjkinmuseets samlingar i Moskva. År 1903 målade han en replik i något mindre format (117,5 x 90 cm) , ursprungligen beställd av en amerikansk samlare. Den versionen är i privat ägo.

## Tillkomst
Midsommardans är en av Anders Zorns mest kända målningar. Motivet är en logdans i Dalarna där dansen pågår för fullt och de dansade virvlar runt inför betraktaren. I bakgrunden kan man se en majstång av den typ som för tankarna till Dalarna. I den röda husgaveln reflekteras det första morgonljuset. Att motivet är från landsbygden visas också av att många bär folkdräkt. Längst upp i majstången finns en svensk flagga.
Zorn var själv uppvuxen i Dalarna och hade naturligtvis firat midsommar där många gånger. Efter att ha bott utomlands i flera år flyttade han 1896 tillbaka till Mora med sin hustru Emma. De följande åren gjorde han stora insatser för att bevara folkmusiken. Även det traditionella midsommarfirandet hade minskat i Dalarna på grund av den religiösa väckelse som dragit fram i landskapet sedan mitten av 1800-talet. För att något motverka detta skänkte Zorn årligen en majstång till Morkarlby. Midsommarnatten hade en speciell betydelse för honom: "Oh, denna midsommarnatt vad den inspirerar till gammal hednisk naturdyrkan och vad den har lite gemensamt med bleka kristendomen. T o m vår teologie professor Nathan Söderblom är en sannskyldig soldyrkare den natten. Han har vakat troget med mig och bara talat om vår gamla kult."
Motivet har sitt ursprung i en verklig händelse. Att dansen verkar pågå utan alltför ordnade former visas av att dansarna har dragit sig en bit bort från själva majstången. Någon formbunden koreografi präglar inte dansen; tvärtom har paren olika fattningar i den polska som dansas. Tre av de fyra paren håller på med omdansning medan det fjärde paret tar gångsteg.
I sina egna anteckningar berättar Zorn om tavlans tillkomst:
En dag rodde vi (prins Eugen och Zorn) Hemulaån upp till Hemus och på återvägen gick vi upp i Morkarlby. Då föll det mig in att skicka efter en spelman och vi gick in på en gård. Snart samlades folk och en sextioåring öppnade dansen med en sjungande polka och så var dansen i full gång. Man satte ut stolar åt oss och prinsen var i extas över skådespelet
Prinsen insisterade på att Zorn skulle måla detta motiv men det dröjde till året därpå, 1897. Anders Zorn skriver vidare:
Denna tavla målades då under juni och en del av juli månad efter solnedgången och jag är glad att ha gjort den. Jag hade just då gett Morkarlby en ny lång majstång. Den målades röd varje midsommar och jag ansåg och anser fortfarande som min heliga plikt att närvara och leda klädningen av densamma. För resningen kl. 12 midsommarnatten har min dräng, den käre Verner, fått vara överste. När den väl var rest spelades upp en polska och en långdans dansades kring stången och in på gårdarna, en ändlös orm av ungdom. sedan dansades inne på någon gård till soluppgången. Se där vad min tavla föreställer.
Tavlan visades första gången offentligt vid Stockholmsutställningen 1897 och ställdes sedan ut i den svenska paviljongen vid världsutställningen i Paris år 1900. Den skänktes 1903 till Nationalmuseum av Konstakademien med bidrag av grosshandlare Pontus Fürstenberg och hans fru Göthilda.